# Фрутольф из Михельсберга

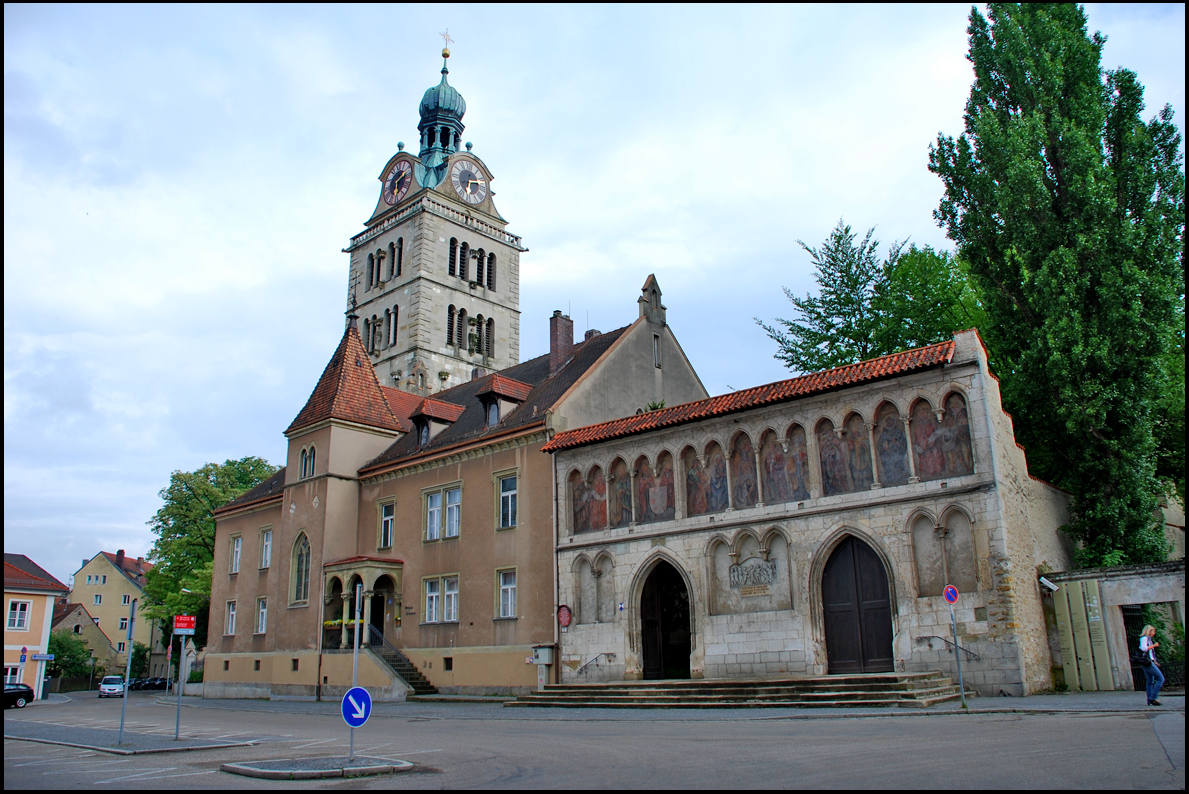
Аббатство Святого Эммерама в Регенсбурге, VIII—XII вв.

Фруто́льф из Михельсбе́рга, или Фруто́льф Ба́мбергский (нем. Frutolf von Michelsberg, Frutolf von Bamberg, лат. Frutolfus Michelsbergensis, Frutolfus Bambergensis; ум. 17 января 1103) — немецкий хронист, монах-бенедиктинец, приор аббатства Святого Михаила на горе Михельсберг в Бамберге, автор «Всемирной хроники» (лат. Chronicon universale) и компендия теории музыки.

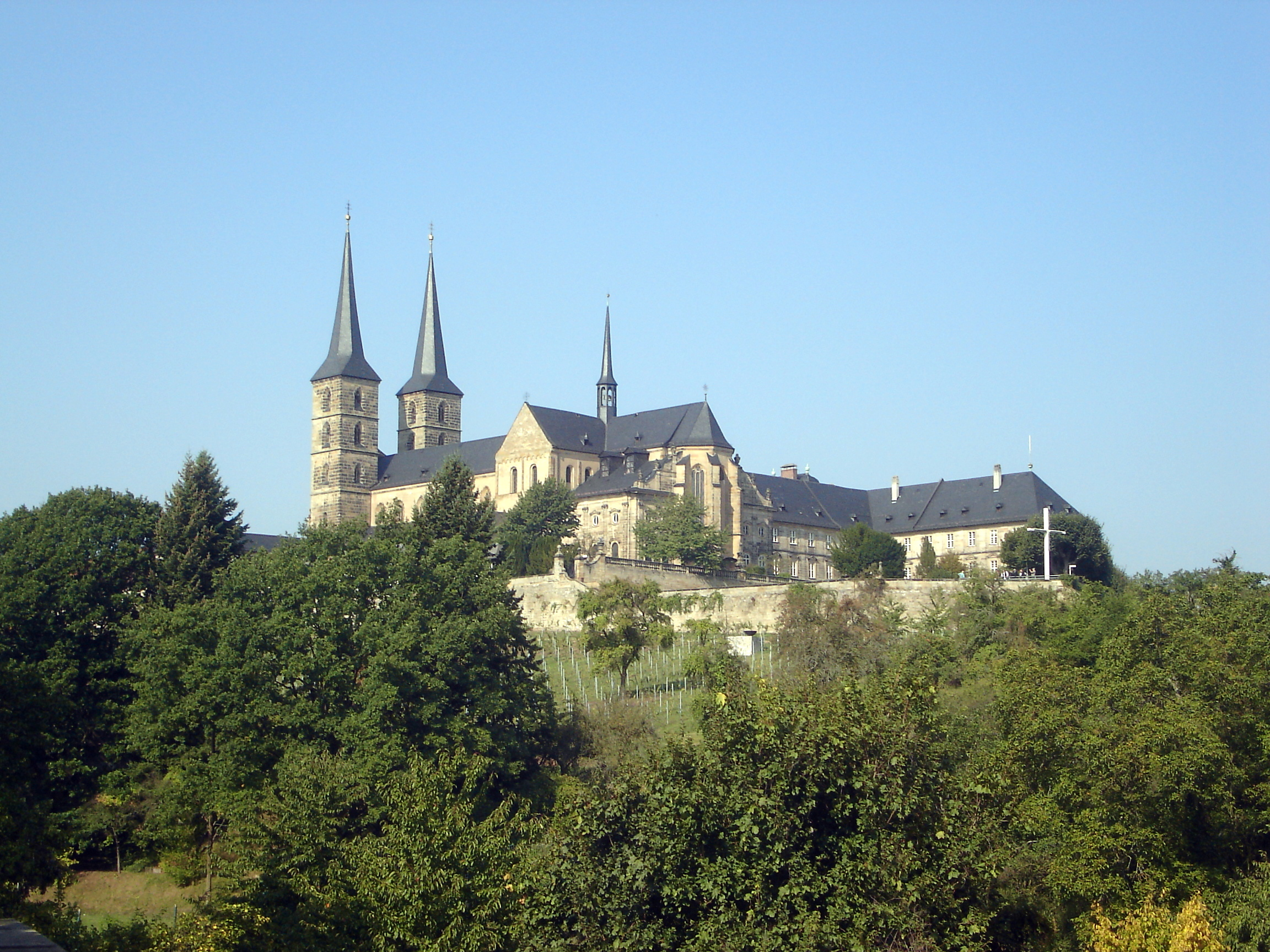
Аббатство Св. Михаила на горе Михельсберг в Бамберге, XI в.

## Биография

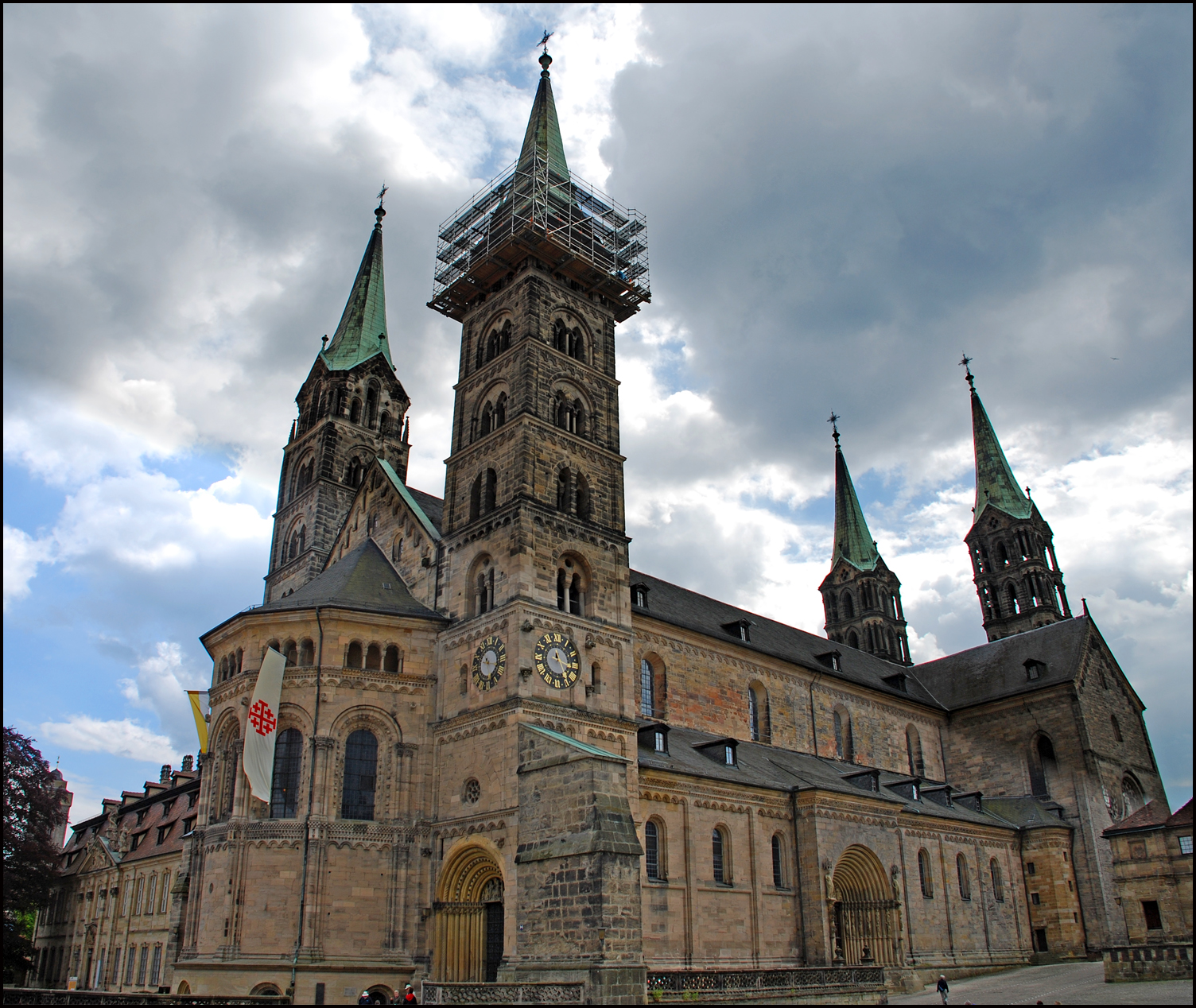
Бамбергский кафедральный собор Святого Петра и Святого Георгия, XI—XII вв.

Биографических подробностей относительно самого Фрутольфа почти не сохранилось. Известно лишь, что он происходил из Баварии и первоначально был монахом в бенедиктинском аббатстве Св. Эммерама в Регенсбурге, где, вероятно, и получил своё образование. Гипотеза о том, что он мог учиться у известного музыковеда Германа Расслабленного (ум. 1054) в монастыре Райхенау на Боденском озере, не получила достаточных подтверждений.  
В 1070-х годах он преподавал дисциплины квадривиума в монастыре Св. Михаила на горе Михельсберг в Бамберге, исполняя там также обязанности переписчика рукописей и библиотекаря. В последнем качестве он поспособствовал существенному приращению монастырского книжного собрания, и некоторые из скопированных им рукописей дошли до наших дней. По словам одного из его учеников каноника Хеймо Бамбергского (нем. Heimo von Bamberg), автора «Хронографии, или Последовательности времен» (лат. Chronographia seu decursu temporum), он также носил звание магистра (лат. magister). 
Возможно, в 1090-х годах он исполнял обязанности приора Михельсбергского монастыря, хотя никаких документальных доказательств этому не обнаружено, признаётся ошибочным и сообщение «Мелькского анонима» (лат. Anonymus Mellicensis) о назначении его на пост аббата. Примерно за пять лет до своей смерти он начал работу над всемирной латинской хроникой, пользуясь обширной библиотекой Бамбергского кафедрального собора.
Умер 17 января 1103 года в аббатстве Святого Михаила, где, вероятно, и был похоронен.

## Сочинения
Перу Фрутольфа принадлежит несколько латинских сочинений, в первую очередь «Всемирная хроника» (лат. Chronicon universale), которая, несмотря на свой компилятивный характер, является одним из наиболее полных и обстоятельных исторических трудов своего времени. В своей первой редакции она охватывает события от сотворения мира до 1099 года, во второй же дополнена самим автором сообщениями за 1100 и 1101 годы. Около 1107 года она была продолжена Эккехардом из Ауры, который радикально переработал и дополнил её заключительную часть за 1098—1106 годы. Подобная переработка на основе ряда новых источников, прежде всего хроники Сигеберта из Жамблу, вместе с продолжением до 1116 года, считается третьей редакцией хроники Фрутольфа, а с продолжением до 1125 года — редакцией четвёртой.
В части до 1002 года (до восшествия на престол германского короля Генриха II Святого) хроника Фрутольфа практически не содержит оригинальных известий, являясь пересказом многих известных источников, которых современные исследователи насчитывают до 70, причём около 40 из них сохранились. Среди них можно, прежде всего, назвать биографический сборник Аврелия Виктора «О цезарях», «Хронику» Иеронима Стридонского, «Историю против язычников» Павла Орозия, «О граде Божьем» Аврелия Августина, «Сокращение хроник» Проспера Аквитанского, «Гетику» Иордана, «Этимологии» Исидора Севильского, «Хронику Фредегара», «Большую хронику» Беды Достопочтенного, «Историю лангобардов» и «Деяния мецких епископов» Павла Диакона, «Жизнь Карла Великого» Эйнхарда, «Историю в двенадцати книгах» Фрекульфа из Лизьё, «Всемирную хронику» Регино Прюмского, «Антаподосис» Лиутпранда Кремонского, «Деяния саксов» Видукинда Корвейского и «Историю в четырёх книгах» Рихера Реймского. 
В сообщениях до 1057 года Фрутольф в основном пользуется «Всемирной хроникой» Германа из Райхенау и анонимной «Вюрцбургской хроникой» (лат. Сhronicon wirziburgense), ошибочно приписывавшейся Эккехарду, излагая же события современные, использует, помимо устных рассказов, доступные ему письма и официальные документы. Примерно с 1070 года он в основном приводит оригинальные известия, освещая современную ему историю, включая подробности борьбы за инвеституру между императорской и папской властью, Саксонское восстание (1073—1075) и войну германского короля Генриха IV с герцогом Рудольфом Швабским, подготовку к Первому крестовому походу и пр. 
В соответствии с послужившей ему образцом хроникой Иеронима, Фрутольф стремится к погодному изложению событий, положив в основу своей анналистической схемы годы правления императоров, однако для раннего периода приводит отдельные экскурсы по истории таких народов, как гунны, готы, или франки, и делает тематические отступления вроде «Жизни Александра Македонского» (лат. Excerptum de vita Alexandri Magni) и «Сказания об амазонках» (лат. De Amazonibus), местами предпринимая самостоятельные хронологические изыскания. Периоды существования государств и правлений их светских монархов сопоставляются им с ветхозаветными списками царей, и лишь начиная с 42 года эпохи Октавиана Августа, когда появился Спаситель, синхронные подсчёты сменяются у него погодным перечислением событий, с учётом библейской теории «четырёх всемирных империй» (Ассирийской, Персидской, Греко-Македонской, Римской) и хронологической схемы Беды Достопочтенного о «шести возрастах человечества». Исходя из популярной средневековой теории «Translatio imperii», краеугольной исторической вехой он называет коронацию Карла Великого в Риме в 800 году: «До сих пор Римская империя со времён Константина Великого, сына Елены, оставалась с греками в Константинополе. Отныне она усилиями Карла перешла к королям, вернее, императорам франков».
Невзирая на провиденциалистский подход к трактовке исторических событий, большой заслугой Фрутольфа является критический взгляд на недобросовестный подход хронистов-предшественников к своим источникам, результатом которого, по его словам, помимо фактологических ошибок, становятся грубые анахронизмы, когда «вульгарные басни делают современниками Теодориха Великого, Аттилу и Германариха, с чем не согласился бы ни один читатель Иордана».
Сочинение Фрутольфа использовалось многими средневековыми хронистами, среди которых, помимо Эккехарда, можно назвать Ортлиба Цвифальтенского, Оттона Фрейзингенского, Саксонского анналиста, Гельмольда из Босау, Бурхарда Урсбергского, Конрада из Лихтенау, а также Дитриха из Нихайма, Андреаса из Регенсбурга и, в особенности, Альберта Штаденского. Вплоть до середины XIX века оно было известно как «Урсбергская хроника» (лат. Chronicon Urspergense), поскольку вышеупомянутый пробст монастыря Св. апостолов Петра и Иоанна в Урсберге Бурхард (ум. 1231) практически полностью заимствовал её текст, или же приписывалось Эккехарду из Ауры. 
Лишь в 1896 году профессор истории Берлинского университета Гарри Бресслау обратил внимание на сообщение вышеназванного Хеймо Бамбергского, указавшего, что его учитель прибавил к расчётам Беды Достопочтенного от сотворения мира до Рождества Христова 10 лет, исходя в своей хронологии из 3962-летнего периода, а именно такой подсчёт используется в завершённой в 1099 году редакции хроники, сумев, таким образом, окончательно установить авторство Фрутольфа. Помимо этого, Бресслау обратил внимание, что политическая позиция Фрутольфа выдаёт его симпатии к императору Генриху IV, тогда как Эккехард сочувствовал сыну последнего Генриху V. 
Древнейшая рукопись хроники Фрутольфа, ориентировочно датируемая 1101 годом и происходящая из библиотеки аббатства Св. Михаила на горе Михельсберг, содержит, по-видимому, её оригинальный вариант и находится ныне в собрании Земельной библиотеки Бадена в Карлсруэ (Cod. K 504). Другая известная рукопись из библиотеки Йенского университета в Тюрингии (Bose qu. 19), содержащая большую часть её текста за 1057—1101 годы (за исключением примерно трети утраченных листов), считается автографической. 
Научное издание хроники увидело свет в 1844 году в Ганновере под редакцией немецкого историка Георга Вайца, включившего её вместе со «Всемирной хроникой» Эккехарда из Ауры в шестой том свода источников Monumenta Germaniae Historica (серия Scriptores in Folio). Наиболее авторитетной критической её публикацией является выпущенная в 1972 году в Дармштадте под редакцией историка-медиевиста Франца-Йозефа Шмале, в которой она издана вместе с сочинением Эккехарда и «Императорской хроникой». Новое издание подготовлено к печати коллективом немецких историков во главе с президентом Института MGH Мартиной Хартманн. 
Перу Фрутольфа принадлежит также «Бревиарий о музыке, с тонарием» (лат. Breviarium de musica et Tonarius), в котором подробно рассматриваются мелодические модели и формулы бытовавших в католическом богослужении церковных распевов. Известно не менее четырёх рукописей «Бревиария» из Королевской библиотеки Бельгии в Брюсселе, Баварской государственной библиотеки в Мюнхене, библиотеки Кассельского университета и Кантональной библиотеки в Шаффхаузене.
Ему приписываются также неотредактированный литургический трактат «О божественных службах» (лат. De officiis divinis), сохранившийся в автографической рукописи из собрания Государственной библиотеки Бамберга под шифром MS Lit 134, и труд «О ритмимахии» (лат. De rhithmimachia), содержащий теорию основанной на математике и стратегии средневековой настольной игры, использовавшейся, в частности, для обучения арифметике.

## Издания
- Ekkehardi Chronicon Universale, hrsg. von Georg Heinrich Pertz // Monumenta Germaniae Historica. — Tomus VI. Chronica et annales aevi Salici. — Hannover, 1859. — S. 33–210. — (Scriptores in Folio).
- Frutolfi Breviarium de musica et Tonarius, veröffentlicht von P. Cölestin Vivell. — Wien: Hölder, 1919. — 188 p. — (Sitzungsberichte. Akademie der Wissenschaften in Wien, Philosophisch-historische Klasse, 188:2).
- Frutolfs und Ekkehards Chroniken und die anonyme Kaiserchronik, übersetzt von Franz-Josef Schmale und Irene Schmale-Ott. — Darmstadt: Wissenschaftliche Buchgesellschaft, 1972. — 410 s. — (Ausgewählte Quellen zur deutschen Geschichte des Mittelalters, 15).
- Die Chronik des Frutolf von Michelsberg und ihre Fortsetzungen, herausgegeben von Franz-Joseph Schmale, Irene Schmale-Ott et Christian Lohmer // Monumenta Germaniae Historica. — Band 33. — Hannover: Hahnsche Buchhandlung, 2013. — (Scriptores).
- Chronicles of the Investiture Contest. Frutolf of Michelsberg and his Continuators. Translated and annotated by Thomas J. H. McCarthy. — Manchester and New York: Manchester University Press, 2014. — xix, 324 p. — (Manchester Medieval Sources Series). — ISBN 978-0-7190-8470-6.